# Robert A. Hall
Robert Anderson Hall (ur. 4 kwietnia 1911 w Raleigh, zm. 2 grudnia 1997 w Ithace) – amerykański językoznawca, romanista i italianista.
Autor publikacji Leave Your Language Alone (1950), promującej deskryptywny stosunek do języka.

## Życiorys
Kształcił się na uczelniach w Princeton, Rzymie i Chicago. W latach 1937–1939 wykładał na uniwersytecie w Portoryko, a następnie na Uniwersytecie Princeton i Uniwersytecie Browna. W 1946 r. wstąpił na Uniwersytet Cornella, gdzie otrzymał posadę profesora nadzwyczajnego. W 1950 r. został profesorem zwyczajnym językoznawstwa i języka włoskiego.

## Wybrana twórczość
- The Papal states in Italian linguistic history (1943)
- Descriptive Italian grammar (1948)
- The Reconstruction of Proto-Romance (1950)
- Pidgin and creole languages (1966)